# Bernard Nanga
Bernard Nanga, né le 3 mai 1934 à Mbankomo et mort le 13 mars 1985 à Yaoundé, est un professeur d'université, écrivain et poète camerounais. Il est l'auteur des romans Les chauves-souris et La trahison de Marianne. Il remporte le Grand Prix littéraire de l'Afrique noire en 1981 avec Les chauves-souris et le Prix Noma en 1985 pour son roman La trahison de Marianne.

## Biographie

### Enfance et études
Bernard Nanga est né le 3 mai 1934 à Mbankomo, localité située à 20 km de Yaoundé. Il est le deuxième d'une fratrie de quatre garçons. Très tôt, il perd son père en 1940 et est élevé par sa mère. 
Il fait ses études primaires à l'école de la mission d'Efok, puis ses études secondaires au petit séminaire de Mva'a en 1947. Après l'obtention de son baccalauréat en 1958, il opte pour des études de philosophie et de théologie qu'il suit pendant quatre ans au séminaire d'Otélé. Son assiduité et son exemplarité ne laissent indifférents certains de ses encadreurs, dont des Pères Bénédictins, dirigeants du grand séminaire, qui voient en lui un futur moine. Quelques années plus tard, il est ordonné prêtre. Peu de temps après son ordination, renonce à cette carrière de prélat, en raisons de son indignation de la coexistence des opinions religieuses et des injustices.
En 1962, Bernard Nanga quitte le Cameroun pour la France où il poursuit des études de philosophie et de sociologie à l'Université de Strasbourg de 1962 à 1970. Il obtient une licence en philosophie en 1965, une licence en sociologie en 1968 et soutient en mars 1971 une thèse de doctorat de troisième cycle en philosophie sur l'empirisme logique ou l'école de Vienne.

### Enseignant
De retour au Cameroun, il exerce d'abord comme enseignant dans plusieurs lycées, puis interrompt l'enseignement pour deux ans pour exercer en tant que cadre dans une entreprise privée à Douala, dans le cadre du fonctionnement du système économique du Cameroun. En 1975, il est recruté à l'Université de Yaoundé en qualité de professeur de philosophie au sein de la Faculté des Lettres et Sciences humaines. Parallèlement à ces activités universitaires, il se consacre à la rédaction d'une autre thèse de doctorat d'État sur l'empirisme logique et l'unité de la science ; la rédaction de sa thèse ira jusqu'en 1985, année de son décès, qu'il laisse quasi achevée.

### Écrivain
Sa pièce de théâtre "vive la Tribu" publié à Douala en 1975. Son livre "Poèmes sans frontières" publié par les éditions clefs à Yaoundé;
Son premier roman Les chauves-souris est publié en 1980. Dans ce roman, Bernard Nanga critique l'instauration du parti unique, dénonce l'égoïsme des élites africaines, la gabegie, la corruption et autres maux sociaux. Le roman est censuré dès l'année de sa parution au Cameroun, et remise en vente quelques années plus tard. Le roman remporte le grand prix littéraire de l'Afrique Noire en 1981. Son deuxième roman, La trahison de Marianne, paru en 1984 à Dakar, connaît un succès qui le couronne à titre posthume du Prix Noma le 15 avril 1985. Bernard Nanga y dénonce le racisme existant en France, et le déphasage entre l'enseignement de l'humanisme et l'amour, et l'application dudit enseignement au sein des colonies françaises d'alors.
Il meurt assassiné le 13 mars 1985 à Yaoundé. En 2012, l'institut Bernard Nanga est créé en France en hommage à l'écrivain et dirigé par Judith Nanga M.

## Œuvres
- Les chauves-souris[7], Présence Africaine, Paris, 1980,  (ISBN 978-2-7087-0380-3)

- La trahison de Marianne, Nouvelles Éditions Africaines (NEA), Dakar, 1984, 242 p.,  (ISBN 978-2-7236-0902-9)

## Distinctions
- Grand prix littéraire de l'Afrique Noire, 1980.

- Prix Noma,15 avril 1985, à titre posthume.